# Rådmamaren
Rådmamaren är i huvudsak en våtmark med mindre vattenspeglar i Norrtälje kommun i Uppland och ingår i Norrtäljeån-Åkerströms kustområde.